# هوراسيو مونتيمورو
هوراسيو مونتيمورو (بالإسبانية: Horacio Montemurro)‏ هو مدرب كرة قدم ولاعب كرة قدم أرجنتيني، ولد في 13 يناير 1962 في بوينس آيرس في الأرجنتين.